# Somatina probleptica
Somatina probleptica är en fjärilsart som beskrevs av Louis Beethoven Prout 1917. Somatina probleptica ingår i släktet Somatina och familjen mätare. Inga underarter finns listade i Catalogue of Life.